# Dymax
Gasquy en Dymax zijn Belgische historische merken van hulpmotoren en bromfietsen van dezelfde fabrikant.
De bedrijfsnaam was: Anciens Ateliers Gasquy S.A., Herstal.
Dit was een technisch bedrijf dat van 1951 tot 1954 hulpmotoren en bromfietsen met Le Poulain- en Husqvarna-motoren produceerde. 
De eerste hulpmotoren waren in licentie geproduceerde Le Poulain-blokjes, die echter al snel onder de eigen merknaam Gasquy op de markt kwamen. De bromfietsjes gingen vervolgens Dymax-Gasquy of Dymax heten.